# بادخورک‌ها
بادخورک‌ها (نام علمی: Apus) نام یک سرده از تیره بادخورکان است.

## گونه‌ها
- بادخورک دماغه سبز، Apus alexandri
- بادخورک معمولی، Apus apus
- بادخورک تک‌رنگ، Apus unicolor
- بادخورک نیانزا، Apus niansae
- بادخورک رنگ‌پریده، Apus pallidus
- بادخورک سیاه آفریقایی، Apus barbatus
- بادخورک فوربز-واتسون، Apus berliozi
- بادخورک بردفیلد، Apus bradfieldi
- بادخورک سیاه مالاگاسی، Apus balstoni
- بادخورک اقیانوس آرام، Apus pacificus
- بادخورک سلیم‌علی، Apus salimalii
- بادخورک بلایث، Apus leuconyx
- بادخورک کوک، Apus cooki
- بادخورک دمگاه‌سیاه، Apus acuticauda
- بادخورک کوچک، Apus affinis
- بادخورک خانگی، Apus nipalensis
- بادخورک هوروس، Apus horus
- بادخورک دمگاه‌سفید، Apus caffer
- بادخورک بیتس Apus batesi
- بادخورک فرناندو پو Apus sladeniae